# Ramón de Llano y Chávarri
Ramón de Llano y Chávarri (Ayala, Álava, siglo XVIII - siglo XIX) fue un importante comerciante y político español implicado en el tráfico de esclavos.

## Biografía
En 1800 emigró a Nueva España con su hermano Manuel.En 1804 se iniciaron en el comercio entre Veracruz, La Habana y España. Posteriormente, establecieron contactos en París y Londres y en 1809 crearon una casa comercial en Barcelona.Es posible que participaran antes en el comercio de esclavos, pero su primera expedición conocida es en 1816, en la ruta de Mozambique, siendo socios de Domingo Martorell.
En Cataluña, invirtió en la industria textil a través de la empresa denominada Pablo Bosch, Escuder y Compañía, domiciliada en Tarrasa, y obtuvo el privilegio número 48 para introducir desde Inglaterra una máquina doble de vapor para cardar, desengrasar, cepillar y lustrar los paños. Posteriormente, la empresa fue adquirida por Oller Hermanos, justo cuando caducaba el privilegio de introducción. Llano y Chávarri tuvo también varias fábricas en Cataluña dedicadas al comercio de aguardiente con México y al tráfico negrero.
Ramón se casó con Pilar Dotres y Gibert, hija de Juan Bautista Dotres, uno de sus socios. Con ella tuvo a Amalia de Llano y Dotres, casada con Gonzalo de Vilches y Parga, conde de Vilches, y retratada por Federico Madrazo.
Durante el Trienio Liberal fue nombrado delegado del Empréstito Nacional (1820) y comandante de milicias (1821). Además, en 1834 fue elegido procurador de las Cortes del Estatuto Real. Finalmente, en 1837, se estableció en Madrid, donde fundó la empresa Llano y Compañía, beneficiaria de una contrata estatal para rentabilizar la explotación de pólvora, azufre y salitre en las costas españolas. En 1844 fue promotor y accionista del Banco de Isabel II. Llegó a ejercer como Ministro de Hacienda y como presidente del gobierno en funciones.